# Biełaja Chołunica
Biełaja Chołunica (ros. Белая Холуница) – miasto w Rosji, centrum administracyjne rejonu biełochołunickiego w obwodzie kirowskim. Zamieszkuje je 10,8 tys. mieszkańców. Miasto jest położone nad rzeką Biełaja Chołunica, która jest dopływem Wiatki. Znajduje się ono 82 km na północny wschód od Kirowa.

W latach 1928–1965 miało status osiedla typu miejskiego i nazywało się Biełochołunickij.